# پرونده ایپکرس (فیلم)
پرونده ایپکرس (انگلیسی: The Ipcress File) فیلمی در ژانر تریلر سیاسی و جاسوسی به کارگردانی سیدنی جی. فیوری است که در سال ۱۹۶۵ منتشر شد. از بازیگران آن می‌توان به مایکل کین، یانگ گرین، گوردون جکسون و گای دولمن اشاره کرد. این فیلم بر اساس رمان پرونده ایپکرس (۱۹۶۲) اثر لن دیتون ساخته شده است.
این فیلم در سال ۱۹۶۶، برنده جایزه بفتا شده و در سال ۱۹۹۹، در فهرست ۱۰۰ فیلم برتر بریتانیایی بنیاد فیلم بریتانیا، در رتبه ۵۹ قرار گرفته است.